# لحشاشدة الجنوبية (أولاد حسون)
لحشاشدة الجنوبية هي إحدى مشيخات المملكة المغربية، تتبع جغرافيا لعمالة مراكش وإداريًا لأولاد حسون. يقدر عدد سكانها بـ 3194 نسمة حسب الإحصاء الرسمي للسكان والسكنى لسنة 2004.